# Miriam O'Brien
Miriam O'Brien Underhill (Forest Glen, Maryland, 22 de julio de 1898 - Lancaster, Nuevo Hampshire, 7 de enero de 1976) fue una montañera, ecologista y feminista estadounidense conocida sobre todo por su concepto de "ascenso sin hombres", organizando ascensos que se llevaban a cabo solo por mujeres de las cimas desafiantes, principalmente en los Alpes.

## Primeros años
Hija de un editor de periódicos y oficial del gobierno, su madre fue médico. Con sus padres, visitó los Alpes en 1914, y acabó un ascenso introductorio cerca de Chamonix. Se graduó en matemáticas y física por el Bryn Mawr College en 1920, y un master en psicología de la misma universidad al año siguiente. Visitó los Alpes durante varios veranos después de la Segunda Guerra Mundial, y se interesó por el montañismo. Estudió en la Johns Hopkins University de 1923 a 1925. Fue miembro activa del Club de montaña Montes Apalaches toda su vida adulta.

## Montañismo
Miriam O'Brien empezó la escalada en serio en los Alpes en mayo de 1926, completando una primera ascensión en Torre Grande en los Dolomitas por una ruta hoy conocida como la "Vía Miriam" en su honor. También acabó el primer ascenso de la Aiguille de Roc cerca del Mont Blanc.
El 4 de agosto de 1928 O'Brien, acompañada por Robert L. M. Underhill y los guías Armand Charlet y G. Cachat, completaron el primer ascenso de la travesía de las Aiguilles du Diable al Mont Blanc du Tacul en los Alpes. Esta ruta implicó "ascender cinco cumbres sobresalientes por encima de 4.000 metros en soberbios alrededores."
En 1929, terminó el ascenso de la Aiguille du Grépon con la montañera francesa Alice Damesme. Este logro por parte de dos mujeres llevó al montañero Étienne Bruhl a quejarse "El Grépon ha desaparecido. Ahora que se ha hecho por dos mujeres solas, ningún hombre que se respete puede emprenderlo. Una pena, también, debido a que solía ser un muy buen ascenso".
El 3 de septiembre de 1930, ascendió la ruta más difícil en el Finsteraarhorn, la cara noreste, con los guías A. y F. Rubi. Este pico es el más alto de los Alpes berneses. El suyo fue el tercer ascenso, y la ruta solo se había subido dos veces en los 24 años precedentes.
En 1931, subió el Mönch y la Jungfrau en los Alpes berneses con Micheline Morin. En 1932, culminó el primer ascenso íntegro de mujeres del Matterhorn con Alice Damesme. Se casó con el montañero y profesor de Harvard Robert L. M. Underhill en 1932. Tuvieron dos hijos, nacidos en 1936 y 1939.
Después de la Segunda Guerra Mundial, ella ascendió con su esposo en las cordilleras Wind River de Wyoming, la Mission, Swan y Beartooth de Montana, y la Sawtooth de Idaho.
Ascendió al Cervino por su tercera y última vez en 1952.
Ella, junto con su esposo, fueron miembros fundadores del Four Thousand Foot Club, ua sección del Club de montaña Montes Apalaches. El único requisito era haber subido los 48 picos que superan lo cuatro mil pies de las Montañas Blancas de Nuevo Hampshire. Fueron los primeros en ascender los 48 en invierno, acabando con su ascenso al monte Washington el 31 de diciembre de 1960.

## Escritor y editor
Escribió un ensayo titulado Manless Alpine Climbing: The First Woman to Scale the Grépon, the Matterhorn and Other Famous Peaks Without Masculine Support ("Ascenso alpino sin hombres: la primera mujer que ecaló el Grépon, el Cervino y otros famosos picos sin apoyo masculino"), que se publicó por la National Geographic Society en 1934. Este ensayo, o extractos de él, ha sido reeditado en varios compendios de literatura de montaña. En este ensayo, ella explicó su filosofía montañera de esta manera: "Muy temprano, me di cuenta de que la persona que invariablemente asciende detrás de un buen líder... puede que nunca realmente aprenda montañismo en absoluto en cualquier caso sólo disfruta de parte de las diversas delicias y recompensas del ascenso." Siguió adelante para decir, "Me di cuenta de que si las mujeres realmente guiasen, esto es, asumir toda la responsabilidad desde la escalada, no podría haber ningún hombre en el grupo."
Su autobiografía, Give Me the Hills ("Dame las colinas"), fue publicada en Londres por Methuen Publishing en 1956. Fue reeditada en los Estados Unidos en el año 1971.
Ella editó Appalachia, el diario del Club de montaña Montes Apalaches, desde 1956 - 1961, y también en 1968.

## Legado
Anualmente se da el premio Robert y Miriam Underhill por el Club Alpino Americano "a una persona que, en la opinión del comité de selección, ha demostrado el nivel más alto de habilidad en las artes del montañismo y quienes, a través de la aplicación de esta habilidad, coraje, y perseverancia, ha logrado éxito sobresaliente en los diversos campos de la empresa alpinista."
Miriam Peak en la cordillera del Wind River de Wyoming fue bautizada así en su honor.